# Gdy na choinkach zapalają się ognie
Gdy na choinkach zapalają się ognie / Gdy zapłonie choinka... (ros. Когда зажигаются ёлки, Kogda zażigajucja jolki) – radziecki krótkometrażowy film animowany z 1950 roku w reżyserii Mstisława Paszczenki oparty na podstawie scenariusza Władimira Sutiejewa.

## Fabuła
Ola i Piotruś przygotowują w przedszkolu przedstawienie z okazji świąt Bożego Narodzenia. Dzieci proszą Świętego Mikołaja o prezenty. Mikołaj i Bałwanek dostarczają worek prezentów do przedszkola, niestety wśród nich nie ma Pluszowego Misia ani Zajączka, o które prosiły dzieci. Owe zabawki wypadły z worka w czasie podróży. W lesie spotykają złego wilka, który chce je pożreć. Miś i Zajączek są w niebezpieczeństwie.

## Animatorzy
Igor Podgorski, Jelizawieta Kazanciewa, Michaił Botow, Nikołaj Fiodorow, Nadieżda Priwałowa, Aleksandr Bielakow, Boris Diożkin, Giennadij Filippow, Władimir Arbiekow, Fiodor Chitruk, Roman Dawydow, Lidija Riezcowa

## Obsada (głosy)
- Julija Julskaja
- Władimir Wołodin jako Bałwanek
- Tatiana Baryszewa jako Zajączek
- Jurij Chrżanowski
- Rostisław Platt
- Leonid Pirogow jako Dziadek Mróz

## Nagrody
- 1951: Nagroda dla najlepszego filmu dla dzieci na VI Międzynarodowym Festiwalu Filmowym w Karlowych Warach

## Wersja polska
Seria: Bajki rosyjskie – Gdy na choinkach zapalają się ognie (odc. 29)
W wersji polskiej udział wzięli:
- Jacek Bończyk jako Piotruś
- Beata Jankowska jako Śnieżynka
- Ryszard Olesiński
- Włodzimierz Press jako Święty Mikołaj
- Iwona Rulewicz
- Krzysztof Strużycki jako Pluszowy Miś
- Monika Wierzbicka

Realizacja:
- Reżyseria: Stanisław Pieniak
- Dialogi: Stanisława Dziedziczak
- Teksty piosenek i wierszy: Andrzej Brzeski
- Opracowanie muzyczne: Janusz Tylman, Eugeniusz Majchrzak
- Dźwięk: Robert Mościcki, Jerzy Rogowiec, Marcin Kijo
- Montaż: Dorota Sztandera Elżbieta Joël
- Kierownictwo produkcji: Ala Siejko
- Opracowanie: Telewizyjne Studia Dźwięku – Warszawa
- Lektor: Krzysztof Strużycki